# Бичок (Григоріопольський район)
Бичок (рос. Бычок; рум. Bîcioc) — село в Григоріопольському районі в Молдові (Придністров'ї). Центр Бичківської сільської ради. 
Станом на 2004 рік у селі проживало 15,1% українців.